# Битка за Кавказ
Битката за Кавказ е поредица от военни операции на Източния фронт по време на Втората световна война започнали на 22 юли 1942 г. с настъпление на германски войски и техни съюзници към Кавказ и приключили с изтласкването им от съветските защитници през октомври 1943 г.

## Прелюдия
На 5 април 1942 г. Адолф Хитлер издава Директива № 41. Основни цели на лятната кампания на Източния фронт стават унищожаването на съветските войски в поречието на Дон и завземане на кавказките нефтени залежи край градовете Баку, Майкоп и Грозни. На 28 юни е дадено начало на операция Блау. Група армии „Юг“ настъпва към и превзема Воронеж на 6 юли. На 9 юли групата армии е разделена на две – група армии „А“, командвана от фелдмаршал Вилхелм Лист, и „Б“, командвана от генерал Максимилиан фон Вайкс.
На 22 юли германските 1-ва танкова и 17-а армия атакуват Ростов. В рамките на два дни те превземат града. Няколко дни по-късно немските войски установяват плацдарм на река Дон край Батайск, а на 23 юли Хитлер издава Директива № 45, даваща начало на операция „Еделвайс“ за овладяване на Кавказ и богатите нефтени полета край Каспийско море. Конкретните цели включват завземане на Грозни, Баку и кавказките проходи. Значението на Северен Кавказ и Закавказието се дължи на факта, че в началото на войната оттам се добиват 86,5 на сто от нефта и 65 на сто от природния газ на СССР (само от Баку идват ¾ от нефта). Регионът дава също така богати селскостопански добиви.

## Противници
Част от група армии „А“ е 1-ва танкова армия под командването на генерал-полковник (генералоберст) Евалд фон Клайст. В състава ѝ влизат три танкови, две моторизирани, четири пехотни и една словашка дивизия с около 400 танка. Нейната задача е да атакува в посока югоизток към Баку и Каспийско море, защитаван от Закавказкия фронт командван от генерал Иван Тюленев. Другата формация е 17-а армия под командването на генерал-полковник (генералоберст) Рихард Руоф. Нейната задача е да атакува черноморското крайбрежие между Новоросийск и Батуми.
От решаващо значение за успеха на операцията е овладяването на планинските проходи. За постигане на тази цел 17-а армия разполага с 49-и планински корпус, който е специално обучен за бойни действия в планински условия. В края на юли Вилхелм Лист разполага под свое командване с десет пехотни, три танкови и две моторизирани дивизии и още шест румънски и словашки дивизии.
На 28 юли от формации от разбития Южен фронт е сформиран Северно-Кавказкият фронт, командван от маршал Семьон Будьони. Неговата задача е да защитава черноморското крайбрежие и Западен Кавказ. Поради характера на терена той е разделен на две – крайбрежна оперативна група и оперативна група „Дон“. Първата е натоварена със защитата на крайбрежните райони, а втората е отговорна за районите източно от Краснодар, по протежение на степите и хълмовете северно от Кавказ. За защитата на Източен Кавказ и Каспийско море Съветския съюз разполага със Закавказкия фронт, който дотогава служи като гарнизон край границата с Турция.

## Битката

### По направлението към Каспийско море
Основните проблеми пред германското настъпление в началото на операцията са от логистичен характер. Те използват въздушно снабдяване (когато е възможно), коне и камили, за да поддържат темповете на настъпление. До 9 август 5-а СС танкова дивизия Викинг превзема нефтените съоръжения край Майкоп.
Напредването към Грозни се забавя заради решението на Хитлер да прехвърли две дивизии от 1-ва танкова армия заедно с част от артилерията и голяма част от въздушната поддръжка към Сталинград. На 24 август авангардът на армията е спрян от защитната линия край Моздок. На 26 август 5-а СС танкова дивизия „Викинг“ прави опит за пробив през тясната долина Алтар край Малгобек. Отблъсната е и понася тежки загуби. В бойните действия се включва и 13-а танкова дивизия, но отново безуспешно. „Викинг“ продължава да атакува и на 5 септември превзема Малгобек. Недоволен от бавното напредване и въпреки възраженията на Лист, на 10 септември Хитлер поема командването на група армии „А“.

### По направлението към Черно море
На запад настъплението на 17-а армия не е толкова бързо в началото, но на 9 август армията успява да превземе Краснодар. Основната ѝ цел са черноморските пристанищни градове Новоросийск, Туапсе и Сухуми. През това време съветските войски продължават да отстъпват и да подготвят защитата на пристанищата. За да попречат на немците да използват нефтените полета, те демонтират добивните съоръжения и унищожават петролни кладенци. В резултат на това добивите са възстановени напълно едва след края на войната.
Към края на август скоростта на германското настъпление намалява още повече. Проблемите пред 17-а армия са препятствията на терена и засилващата се съветска съпротива. На 18 август започват тежки боеве за Новоросийск. Германците хвърлят срещу града шест дивизии. На 9 септември Червената армия е принудена да изостави по-голямата част от Новоросийск, но германското настъпление е спряно, а пристанището остава неизползваемо за германците, тъй като се намира под обстрела на съветската артилерия. На 23 септември германската 17-а армия започва атака срещу Туапсе. След няколкодневни тежки боеве атаката е отблъсната с тежки загуби.
На 14 октомври германците прекратяват офанзивните операции в Кавказ, с изключение на опитите на 17-а армия край река Терек и около Туапсе. Първоначално немската пехота има известен успех. На 16 октомври е превзет Шаумян, намиращ се на 16 километра източно от Туапсе. Настъплението е окончателно спряно на 4 ноември.

### Край река Терек
При завоя на река Терек 1-ва танкова армия се подготвя за началото на офанзива с ограничени цели, след като е подкрепена от корпус със специално предназначение Фелми. Той е с размер на дивизия и е съставен от ислямски съветски военнопленници. Германските цели включват превземане на Налчик, изправяне на фронтовата линия и унищожаване на съветската дъга, заплашваща позициите на дивизията в завоя на реката.
Офанзивата започва на 25 октомври с атака на румънската 2-ра планинска дивизия в посока Налчик. В рамките на няколко часа е осъществен пробив в съветските линии и през следващите два дни войските на Оста постигат неочаквано бърз напредък. На 26 октомври към офанзивата се присъединяват 13-а и 23-та танкови дивизии, атакуващи на запад от завоя на Терек. На 27 октомври е превзет Налчик, а танковите дивизии продължават настъплението по протежение на реката. До края на октомври са пленени 10 000 съветски войници, а фон Клайст добавя към целите на офанзивата и град Орджоникидзе.
На 2 ноември 13-а танкова дивизия достига Гизел, 8 км западно от Орджоникидзе, но съветски подкрепления успяват да спрат немската офанзива. На 5 ноември 13-а танкова дивизия е почти обградена от контраатакуващите съветски формации. Германската офанзива е прекратена на 9 ноември, след което започва отстъпление от Гизел към по-лесно защитими позиции.
На 29 ноември съветският Закавказки фронт започва офанзива по протежение на река Терек. Боевете продължават в продължение на седмица, германската фронтова линия издържа, а съветската офанзива е спряна. На 22 декември германските войски започват организирано отстъпление от позициите си край реката към Пятигорск и средното течение на река Кума.

### Германско отстъпление. Сражения за Новоросийск и Таман
В това време тилът на немските войски в Кавказ е застрашен заради обкръжаването на 6-а армия в Сталинград (виж Битка при Сталинград). След неуспешния деблокиращ удар на Манщайн (операция Зимна буря) и съветската контраофанзива (операция Малък Сатурн), която води до унищожаване на унгарски и италиански части на среден Дон и дестабилизиране на фронта, група армии „А“ получава заповед да се изтегли. Отстъплението започва в началото на януари. Германските войски водят ариергардни боеве и удържат съветските атаки в района на Батайск, което позволява на 1-ва танкова армия да се изтегли на север от Дон в началото на февруари. Съветските войски си връщат Батайск и Ростов на 14 февруари. По същото време 17-а армия заема за отбрана Таманския полуостров, от където Хитлер се надява да поднови офанзивата през пролетта на 1943 г.
Опитите на Червената армия да си върне Новоросийск и Таман започват в края на януари. Щурмът на Новоросийск се проваля, но в началото на февруари съветски десантни части успяват да се закрепят на неголям плацдарм южно от града (т. нар. Малая земля край Мисхако) и да го задържат в свои ръце в продължение на 7 месеца. На север, край река Кубан, на 12 февруари съветските войски от новообразувания Севернокавказки фронт (командващ генерал Иван Масленников) изтласкват немците от Краснодар, но срещат твърда съпротива и в средата на март са принудени да спрат офанзивата. Съветските атаки са подновени през април, но с ограничен ефект заради пролетните наводнения, неуспеха на флота да прекъсне немското снабдяване от Крим и съсредоточаването на 1400 бойни самолета от германска страна. Въздушната битка над Кубан продължава три месеца с променлив успех.
През нощта на 9 срещу 10 септември 1943 г. съветската 18-а армия от състава на Севернокавказкия фронт стоварва десант в пристанището на Новоросийск. Десантът е предхождан от редица мерки за заблуда (демонстративна подготовка за офанзива северно от града и за десантни операции на запад и в Крим), в резултат на които германците (17-а армия) са сва̀рени неподготвени. Следват атаки на съветски войски от изток (по брега на Цемеския залив) и юг (от плацдарма при Мисхако). След едноседмична борба Новоросийск е освободен от германска окупация. (Виж картата.)
Борбата за Таманския полуостров приключва на 9 октомври с оттегляне на германците в Крим.

## Равносметка
Германският план от лятото на 1942 г. за настъпление в две направления се проваля. В битката за Кавказ германските войски не успяват да постигнат зададените цели, а действията на съветските войски предотвратяват ефективното използване на овладените нефтени полета. Задържането на Таманския полуостров се оказва безсмислено за германците след пораженията при Сталинград и Курск.